# Liste der Baudenkmäler in Scherstetten
Auf dieser Seite sind die Baudenkmäler in der schwäbischen Gemeinde Scherstetten zusammengestellt. Diese Tabelle ist eine Teilliste der Liste der Baudenkmäler in Bayern. Grundlage ist die Bayerische Denkmalliste, die auf Basis des Bayerischen Denkmalschutzgesetzes vom 1. Oktober 1973 erstmals erstellt wurde und seither durch das Bayerische Landesamt für Denkmalpflege geführt wird. Die folgenden Angaben ersetzen nicht die rechtsverbindliche Auskunft der Denkmalschutzbehörde.

## Baudenkmäler nach Gemeindeteilen

### Scherstetten
| Lage                                                                          | Objekt                                     | Beschreibung | Akten-Nr.    | Bild           |
| ----------------------------------------------------------------------------- | ------------------------------------------ | --- | ------------ | -------------- |
| Brunnenstraße 1 (Standort)                                                    | Pfarrhaus                                  | zweigeschossiger Satteldachbau mit umlaufendem, profiliertem Gesims und Giebelaufsätzen, von Joseph Koch, 1762 | D-7-72-197-1 | Pfarrhaus      |
| Gartenstraße 4 (Standort)                                                     | Bauernhaus                                 | Staudenhaus-Typ, zweigeschossiger Mitterstallbau mit Schleppdach, im Kern 17./18. Jahrhundert. | D-7-72-197-2 | Bauernhaus     |
| Kirchgasse 2 (Standort)                                                       | Katholische Pfarrkirche St. Peter und Paul | pilastergegliederter Saalbau mit eingezogenem Chor und nördlichem Turm mit Zeltdach, barocker Neubau von Sebastian Ostler, 1710, Turm spätgotisch und 1762, Verlängerung der Kirche und Anbauten durch Hans Weber 1921/22, mit Ausstattung | D-7-72-197-3 | weitere Bilder |
| Klafferberg (östlich des Ortes, südlich der Straße nach Schwabegg) (Standort) | Feldkapelle                                | Rechteckbau mit dreiseitigem Schluss, Ecklisenen und Satteldach, 1870; mit Ausstattung | D-7-72-197-4 | Feldkapelle    |

### Erkhausen
| Lage                         | Objekt                           | Beschreibung                                                                                           | Akten-Nr.    | Bild           |
| ---------------------------- | -------------------------------- | --- | ------------ | -------------- |
| Kapellenstraße 18 (Standort) | Katholische Kapelle St. Nikolaus | Rechteckbau mit eingezogenem, flachrundem Chor und Dachreiter mit Pyramidendach, 1837, mit Ausstattung | D-7-72-197-7 | weitere Bilder |

### Konradshofen
| Lage                                                         | Objekt                             | Beschreibung | Akten-Nr.    | Bild           |
| ------------------------------------------------------------ | ---------------------------------- | --- | ------------ | -------------- |
| Grimoldsrieder Straße (am westlichen Ortsausgang) (Standort) | Wegkapelle                         | Rechteckbau mit dreiseitigem Schluss und Satteldach, 1868                                                                             | D-7-72-197-9 | weitere Bilder |
| Hauptstraße 32 (Standort)                                    | Katholische Pfarrkirche St. Martin | Saalbau mit eingezogenem Chor und westlichem Dachreiter mit Zwiebelhaube, von Thomas Natter, 1688, über älterem Kern, mit Ausstattung | D-7-72-197-8 | weitere Bilder |